# Takamasa Kitagawa
Pour les articles homonymes, voir Kitagawa (homonymie).
Takamasa Kitagawa (né le 5 septembre 1996 dans la préfecture de Fukui) est un athlète japonais, spécialiste du 400 m.
Il porte son record à deux reprises à 46 s 33, une première fois le 15 mai 2015 à Yokohama, une deuxième fois à Wuhan le 4 juin 2015 à l'occasion des Championnats d'Asie d'athlétisme. Il y remporte la médaille de bronze du relais 4 x 400 m.
Le 23 juin 2017, il bat son record en 45 s 48 à Osaka ce qui le qualifie pour les Championnats du monde 2017.